# Mantenimento orbitale

Piani orbitali inclinati

Nell'astrodinamica, il mantenimento orbitale (in inglese orbital station-keeping) consiste nel mantenere un veicolo spaziale a una distanza fissa da un altro veicolo o corpo celeste. Richiede una serie di manovre orbitali effettuate con accensioni dei propulsori per mantenere il veicolo inseguitore/attivo nella stessa orbita del veicolo bersaglio/passivo. Per molti satelliti in orbita terrestre bassa, gli effetti delle forze non kepleriane, ossia le deviazioni della forza gravitazionale della Terra rispetto a quella di una sfera omogenea, le forze gravitazionali del Sole/Luna, la pressione della radiazione solare e la resistenza aerodinamica devono essere contrastati.
La deviazione del campo gravitazionale terrestre rispetto a quello di una sfera omogenea e le forze gravitazionali del Sole e della Luna generalmente perturbano il piano orbitale. Per un'orbita eliosincrona, la precessione del piano orbitale causata dall'ellitticità della Terra è una caratteristica desiderabile che fa parte del progetto della missione, ma il cambiamento dell'inclinazione causato dalle forze gravitazionali del Sole e della Luna è indesiderato. Per i satelliti geostazionari, il cambiamento dell'inclinazione causato dalle forze gravitazionali del Sole e della Luna deve essere contrastato con una spesa piuttosto elevata di carburante, poiché l'inclinazione deve essere mantenuta sufficientemente piccola affinché il veicolo possa essere tracciato da antenne omnidirezionali.
Per i veicoli in orbita bassa, gli effetti della resistenza aerodinamica devono spesso essere compensati, spesso per evitare il rientro; per le missioni che richiedono un'orbita sincronizzata accuratamente con la rotazione della Terra, ciò è necessario per evitare un accorciamento del periodo orbitale.
La pressione della radiazione solare generalmente perturba l'eccentricità (cioè il vettore di eccentricità). Per alcune missioni, questo deve essere contrastato attivamente con manovre. Per i satelliti geostazionari, l'eccentricità deve essere mantenuta sufficientemente piccola affinché il satellite possa essere tracciato con un'antenna omnidirezionale. Anche per i satelliti per l'osservazione della Terra, per i quali è desiderabile un'orbita molto ripetitiva con una traccia a terra fissa, il vettore di eccentricità dovrebbe essere mantenuto il più fisso possibile. Gran parte di questa compensazione può essere effettuata utilizzando un'orbita congelata (stabile), ma spesso sono necessari propulsori per manovre di controllo di precisione.
Per i veicoli in un'orbita halo attorno a un punto di Lagrange, il mantenimento dell'orbita è ancora più fondamentale, poiché un'orbita del genere è instabile; senza un controllo attivo con accensioni dei propulsori, la minima deviazione di posizione o velocità porterebbe il veicolo a lasciare completamente l'orbita.

## Orbita terrestre bassa
Per i veicoli in un'orbita molto bassa, la resistenza atmosferica è sufficientemente forte da causare un rientro prima della fine prevista della missione se le manovre di innalzamento dell'orbita non vengono eseguite periodicamente.
Un esempio di questo è la Stazione spaziale internazionale (ISS), che ha un'altitudine operativa sopra la superficie terrestre compresa tra i 400 e i 430 km. A causa della resistenza atmosferica, la Stazione spaziale perde costantemente energia orbitale. Per compensare questa perdita, che alla fine porterebbe a un rientro atmosferico della ISS, essa deve essere innalzata periodicamente a un'orbita più alta. L'altitudine orbitale scelta è un compromesso tra la spinta media necessaria per contrastare la resistenza aerodinamica e l'impulso necessario per inviare carichi utili e persone sulla ISS.
GOCE, che orbitava a 255 km (poi ridotto a 235 km), utilizzava propulsori a ioni per fornire fino a 20 mN di spinta per compensare la resistenza sulla sua superficie frontale di circa 1 m².

## Satelliti per l'osservazione della Terra
Per i satelliti per l'osservazione della Terra tipicamente operanti a un'altitudine sopra la superficie terrestre di circa 700 – 800 km, la resistenza atmosferica è molto debole e un rientro atmosferico dovuto alla resistenza atmosferica non è una preoccupazione. Tuttavia, se il periodo orbitale deve essere sincronizzato con la rotazione terrestre per mantenere una traccia a terra fissa, la debole resistenza atmosferica a questa elevata altitudine deve comunque essere contrastata con manovre di innalzamento dell'orbita sotto forma di accensioni dei propulsori tangenziali all'orbita. Queste manovre sono molto piccole, tipicamente dell'ordine di pochi mm/s di delta-v. Se viene utilizzato un'orbita congelata, queste manovre di innalzamento dell'orbita molto piccole sono sufficienti anche per controllare il vettore di eccentricità.
Per mantenere una traccia a terra fissa, è inoltre necessario eseguire manovre fuori piano per compensare il cambiamento dell'inclinazione causato dalla gravità del Sole/Luna. Queste vengono eseguite come accensioni dei propulsori ortogonali al piano orbitale. Per i satelliti eliosincroni che hanno una geometria costante rispetto al Sole, il cambiamento dell'inclinazione dovuto alla gravità solare è particolarmente grande; può essere necessaria una delta-v dell'ordine di 1–2 m/s all'anno per mantenere costante l'inclinazione.

## Orbita geostazionaria
Per i satelliti geostazionari (GEO), le accensioni dei propulsori ortogonali al piano orbitale devono essere eseguite per compensare l'effetto della gravità lunare/solare che perturba il polo orbitale di circa 0,85 gradi all'anno. Il delta-v necessario per compensare questa perturbazione mantenendo l'inclinazione rispetto al piano equatoriale ammonta a circa 45 m/s all'anno. Questa parte del mantenimento dell'orbita GEO è chiamata "controllo Nord-Sud".
Il "controllo Est-Ovest" è il controllo del periodo orbitale e del vettore di eccentricità, effettuato eseguendo accensioni dei propulsori tangenziali all'orbita. Queste accensioni sono progettate per mantenere il periodo orbitale perfettamente sincronizzato con la rotazione terrestre e per mantenere l'eccentricità sufficientemente piccola. La perturbazione del periodo orbitale deriva dalla simmetria rotazionale imperfetta della Terra rispetto all'asse Nord-Sud, talvolta chiamata "ellitticità dell'equatore terrestre". L'eccentricità (cioè il vettore di eccentricità) è perturbata dalla pressione di radiazione solare. Il carburante necessario per questo controllo Est-Ovest è molto inferiore a quello necessario per il controllo Nord-Sud.
Per prolungare la vita dei satelliti geostazionari con poco carburante rimasto, talvolta si interrompe il controllo Nord-Sud continuando solo con il controllo Est-Ovest. Come visto da un osservatore sulla Terra rotante, la navicella si muoverà quindi da Nord a Sud con un periodo di 24 ore. Quando questo movimento Nord-Sud diventa troppo grande, è necessaria un'antenna orientabile per tracciare la navicella.
Per risparmiare peso, è fondamentale che i satelliti GEO abbiano il sistema di propulsione più efficiente in termini di carburante. Quasi tutti i satelliti moderni impiegano quindi un sistema ad alto impulso specifico, come i propulsori al plasma o agli ioni.

## Punti di Lagrange
Sono possibili anche orbite di satelliti spaziali attorno ai punti di Lagrange, noti anche come punti di oscillazione, cinque punti di equilibrio che esistono in relazione a due corpi più grandi del sistema solare. Ad esempio, ci sono cinque di questi punti nel sistema Sole-Terra, cinque nel sistema Terra-Luna e così via. I satelliti spaziali possono orbitare attorno a questi punti con un minimo di propellente richiesto per il mantenimento dell'orbita. Le de orbite che sono state utilizzate per tali scopi sono le orbite halo e le orbite di Lissajous.

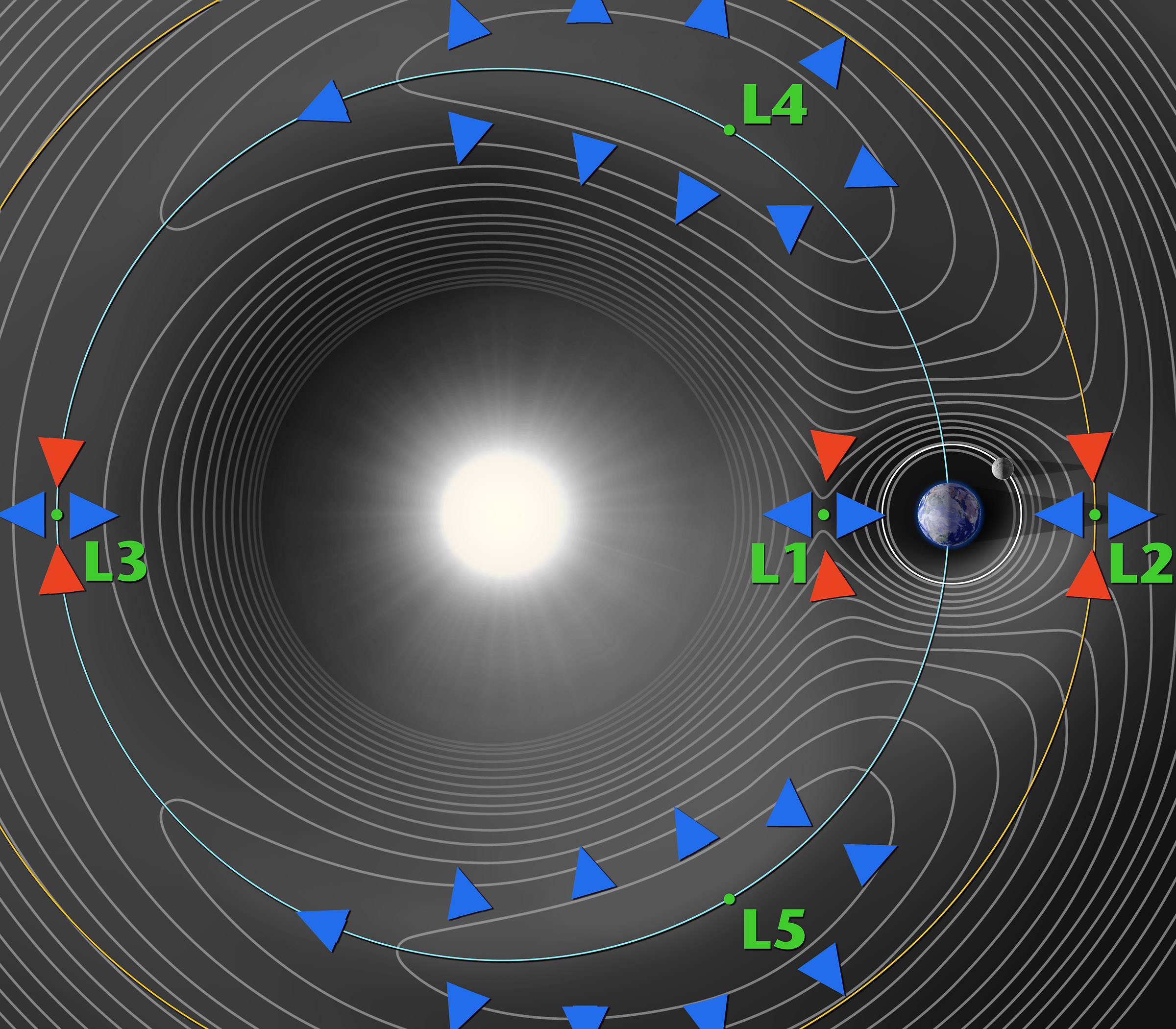
I punti di Lagrange Terra-Sole

Un importante punto di Lagrange è il punto Terra-Sole L1, e tre missioni di eliofisica orbitano attorno a L1 dal 2000 circa. Il consumo di propellente per il mantenimento dell'orbita può essere piuttosto basso, facilitando missioni che possono potenzialmente durare decenni se gli altri sistemi del veicolo rimangono operativi. I tre satelliti, Advanced Composition Explorer (ACE), Solar and Heliospheric Observatory (SOHO) e Global Geoscience WIND, hanno ciascuna requisiti di propellente per il mantenimento dell'orbita di circa 1 m/s o meno all'anno.
Il punto Terra-Sole L2, circa 1,5 milioni di chilometri dalla Terra in direzione opposta al Sole, è un altro importante punto di Lagrange, e l'Herschel Space Observatory dell'ESA ha operato lì in un'orbita di Lissajous dal 2009 al 2013, momento in cui ha esaurito il liquido refrigerante per il telescopio spaziale. Piccole manovre orbitali di mantenimento dell'orbita venivano eseguite circa mensilmente per mantenere il satellite nell'orbita designata.
Il James Webb Space Telescope utilizza propellente per mantenere la sua orbita halo attorno al punto Terra-Sole L2, il che fornisce un limite superiore alla sua durata di vita designata: è stato progettato per trasportare abbastanza propellente per dieci anni. Tuttavia, la precisione della traiettoria seguita dal lancio dell'Ariane 5 è accreditata per aver potenzialmente raddoppiato la durata di vita del telescopio, lasciando a bordo più propellente idrazina del previsto.
L'orbiter CAPSTONE e il pianificato Lunar Gateway sono stazionati lungo un'orbita halo quasi rettilinea (NRHO) risonante sinodicamente 9:2 attorno al punto di Lagrange L2 Terra-Luna.